# 훅턴

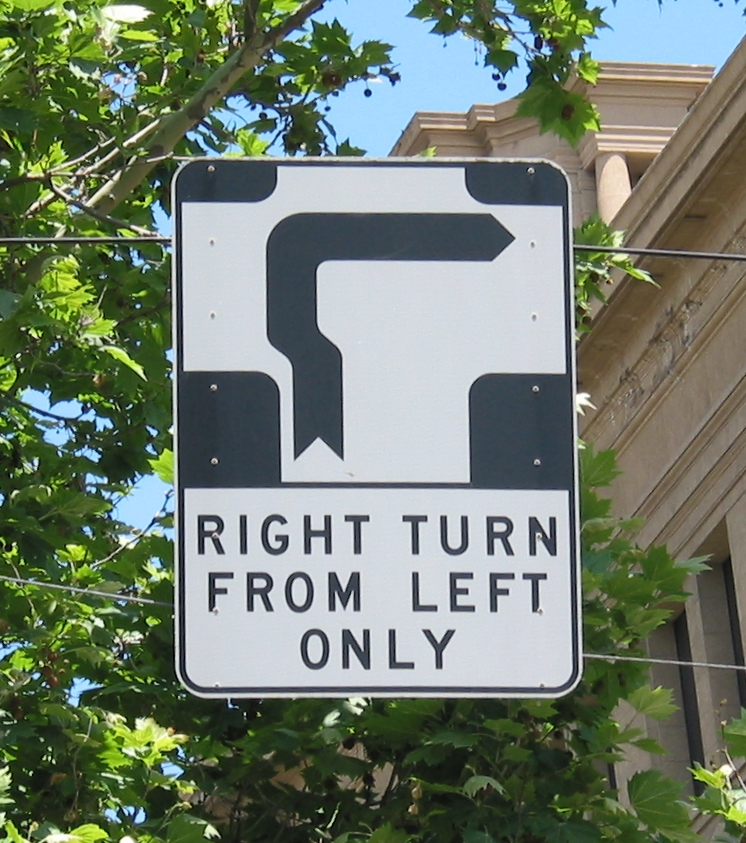
호주 멜버른의 훅턴 표지

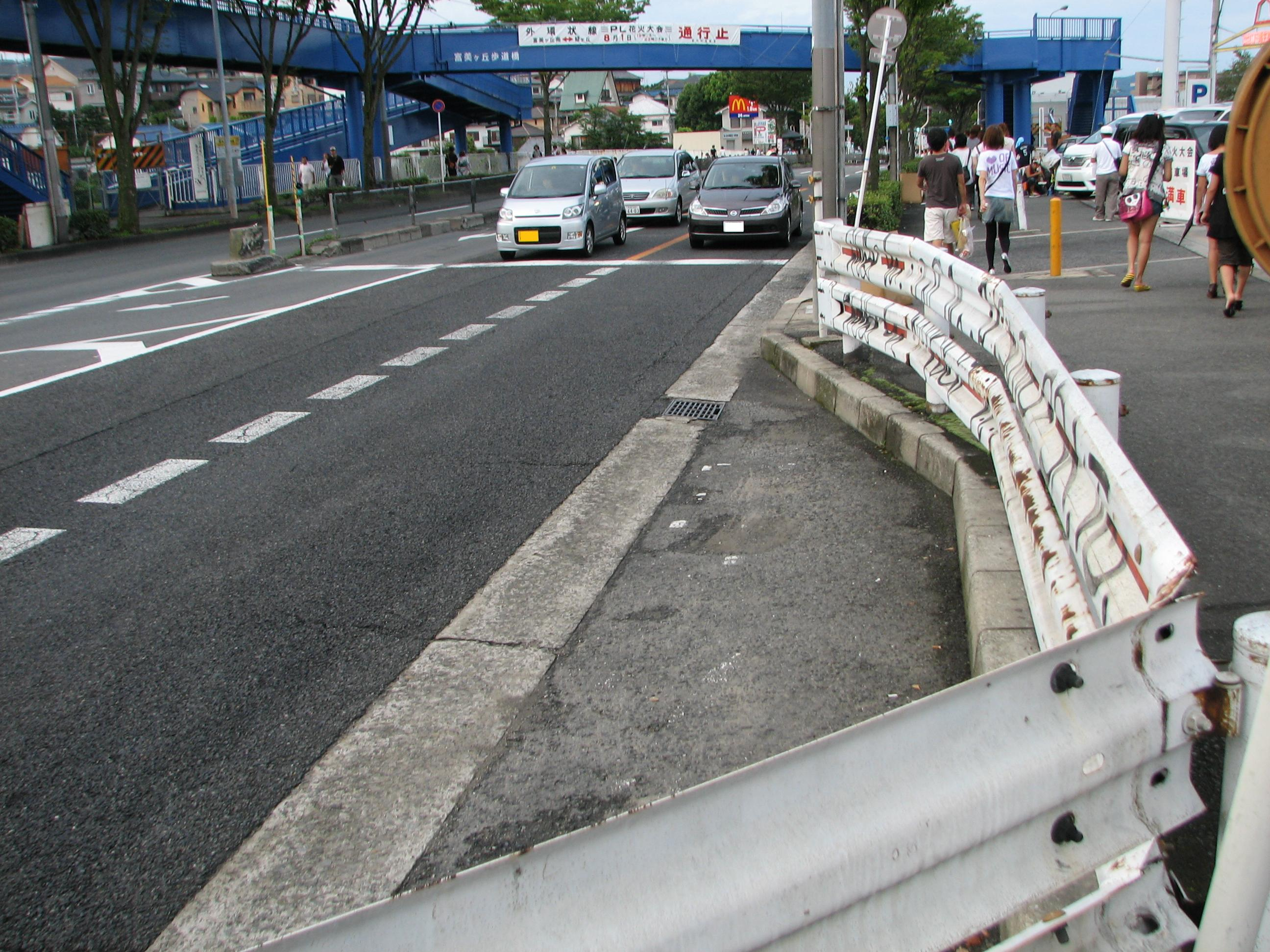
T자형 교차로의 훅턴용 공간(일본)

타이완의 이륜자동차 및 원동기장치자전거 훅턴(2단계 좌회전) 표지판 도안

일본의 원동기장치자전거 훅턴(2단계 회전) 표지판
(원동기부자전거의 우회전 방법 2단계) 도안

일본의 원동기장치자전거 훅턴(2단계 회전) 금지 표지판
(원동기부자전거의 우회전 방법 작게 돎) 도안

훅턴(Hook Turn)은 캐나다에서는 가장자리 턴(perimeter-style turn)으로도 알려져 있는데, 도로 사이클링 방법 또는 교통 체계의 한 방법이다. 보통 도로의 교차로에서 회전할 경우 교차로의 가장자리(교차점의 외곽)에 따라 도는 것을 말한다. 대한민국 도로교통법에서는 자전거가 교차로에서 좌회전할 경우 적용된다.
훅턴은 보통 차량 운전자가 다른 차량과 섞이거나, 회전차로로 향하기 위해 여러 차로를 건너지 않고도 안전하게 교차로에서 회전하는 방법이다. 세계 여러 나라의 자전거에 대해서는 훅턴이 의무화되어 있다.
자동차의 훅턴 제도는 굉장히 드문 편이다. 오스트레일리아 멜버른은 노면전차 등으로 붐비는 도로 가운데 부분의 정체를 해소하기 위해서 의무화한 것으로 유명하다.

## 제도가 시행되는 국가

### 한국[1]
대한민국 도로교통법 제25조(교차로 통행방법)

2항. 모든 차의 운전자는 교차로에서 좌회전을 하려는 경우에는 미리 도로의 중앙선을 따라 서행하면서 교차로의 중심 안쪽을 이용하여 좌회전하여야 한다. 다만, 지방경찰청장이 교차로의 상황에 따라 특히 필요하다고 인정하여 지정한 곳에서는 교차로의 중심 바깥쪽을 통과할 수 있다.

3항. 제2항에도 불구하고 자전거의 운전자는 교차로에서 좌회전하려는 경우에는 미리 도로의 우측 가장자리로 붙어 서행하면서 교차로의 가장자리 부분을 이용하여 좌회전하여야 한다.

대한민국 도로교통법 시행규칙 2의 별표2

비고 1. 자전거를 주행하는 경우 자전거주행신호등이 설치되지 않은 장소에서는 차량신호등의 지시에 따른다.

### 호주
오스트레일리아는 도로교통법 제34조, 35조에 자동차를 포함한 차량의 훅턴과 자전거의 선택적인 훅턴을 규정해놓고 있다. 오스트레일리아의 좌측통행에 맞춘 절차이다.
오스트레일리아 도로교통법 제34조

1항. 신호등과 훅턴 표지가 있는 교차로에서 우회전하는 운전자는 이 방법에 따라 훅턴을 하여야 한다.

위반시 제재.

참조. '교차로'와 '신호등'의 정의는 부록 사전에 따른다.

2항. 훅턴을 하려는 운전자는 반드시 다음 방법을 순서대로 실행해야 한다.

1. 신호등이 초록색일 때, 회전하려는 차량은 교차로에 좌측으로 최대한 접근 후 진입한다. 만약 충분한 공간이 나지 않으면, 다음 신호를 기다린다.
2. 회전하려는 차량은 앞으로 나와, 횡단보도를 침범하지 않은 채, 진입하려는 차로의 최 좌측 차선과 평행을 유지하면서 최대한 근접한다.
3. 회전하려는 차량은 진입하려는 차로의 신호등 색이 초록색으로 바뀔 때까지 기다린다.
4. 진입하려는 차로의 신호등 색이 초록색으로 바뀌면, 진입하려는 차로로 우회전 후 그대로 직진한다.

참조. '횡단보도'의 정의는 부록 사전에 따른다.

### 일본
일본에서는 자전거를 포함한 경차량과 원동기부자전거에 대하여 훅턴을 의무화하고 있다.
- 자전거를 포함한 경차량(경차량은 일본 도로교통법에서 손수레 등을 말함)
  - 모든 교차로에서 훅턴이 의무화가 되어 있음.
- 원동기부자전거(원동기장치자전거, 50cc 이하의 엔진을 단 이륜차)
  - 교통 정리 중인 교차로에 "원동기부자전거의 우회전 방법(2단계)"의 도로 표지가 있을 경우 훅턴이 의무화가 되어 있음.
  - 교통 정리 중인 교차로에 우좌회전 차선도 포함시켜서 도로의 한 쪽(일방 통행에서는 도로)에 3개 이상의 통행대가 있을 경우 훅턴이 의무화가 되어 있음. 단, 교통 정리 중인 교차로에서 "원동기부자전거의 우회전 방법(작게 돎)" 의 도로 표지가 있을 경우에는 훅턴이 금지.

## 장단점[4]

### 장점
- 좌(우)회선 차로를 제공하기 어려운 경우 효과적.
- 호주와 같이 도로 가운데 부분 활용에 따른 대기시간을 줄이기 위하여.
- 좌(우)회전 차량이 회전 이전에 이동방향의 건너편으로 이동하여 직진차량 흐름 개선.
- 교통량이 많거나, 다차선 도로, 차선 변경이 위험한 경우 효과적.

### 단점
- 대한민국의 경우, 대기공간의 크기와 위치가 명확하지 않음
- 좌(우)회전 차량 교통량이 많을 경우 교통 지체